# Carmen Șerban
Carmen Șerban (n. 2 martie 1971, Timișoara, România) este o cântăreață română de muzică etno și muzică de petrecere.

## Biografie
Aceasta a urmat cursurile Liceului de Muzică „Ion Vidu” din Timișoara (1991-1993), dar nu a apucat să termine ultimul trimestru din clasa XIII-a, comentând mai târziu că „la vremea respectivă visam să ajung la București, să fac bani...”
Are multe albume prezente pe compilații, precum și apariții TV, dar și evenimente l care a cântat înstrăinătate.
Carmen Șerban a înregistrat în jur de 20 de albume.
Ea a cântat și alături de Maria Dragomiroiu, Daniel Alexandrescu, Călin Crișan (de la Arad), Vali Vijelie, Ionuț Galani, Nicu Paleru, Cornelia și Lupu Rednic, Benone Sinulescu, Doru Octavian Dumitru, Andreea Bănică, Andreea Bălan, Andra, Trupa K 1, Trupa România, Maria Ciobanu, Ion Dolănescu, Mirabela Dauer, Gigi Gheorghiu, Jean Constantin, Petrică Mâțu Stoian, Niculina Stoican, Adrian Enache, Cătălin Crișan și alții.
Ea a avut colaborări cu artiști precum: Adrian Minune (8 albume) și Nicolae Guță. Alte colaborări includ două albume alături de Irina Loghin și două albume împreună cu Romică Țociu și Cornel Palade.Cel mai mare succes solista l-a înregistrat cântând solo, albumele sale având vânzări impresionante de fiecare dată.
Carmen Șerban a lansat, printre altele, albumul de folclor: „Măi Bădiță fii deștept” (2008), care include și single-ul „Măi Bădiță fii deștept”.
Carmen Șerban a lansat în 2010 un nou album, care conține un duet alături de Nelu Ploieșteanu: „Am și eu pe cineva”.
De-a lungul carierei sale, artista a lansat pe piața muzicală peste 24 de albume care s-au vândut în tiraje excepționale, însumând cu aproximație peste 6 milioane de CD-uri și casete vândute. 
Pentru vânzările foarte mari, artista a fost premiată și onorată de către Casa de Discuri Roton România cu 9 Discuri de Aur și 8 Discuri de Platină.
Absolventă de Master în Jurnalism, în cadrul Universitatea Hyperion din București. Printre pasiunile artistei, aceasta a obținut și o diplomă de scenarist și regizor, acreditată de Ministerul Muncii și al Învățământului, fiind absolventă a Școlii de Televiziune Tudor Vornicu din București. A studiat  2 ani de Canto Popular, în anii 1989 și 1991 la Casa Tineretului din Timișoara cu prof. Vasile Hojda. Este invitată frecvent la emisiunile TV din România. Fanii artistei o pot vedea frecvent pe micile ecrane, fiind într-o relație excelentă cu ProTV, Antena 1, Antena Stars, Etno TV, TVR 1, TVR 2 și alte posturi de televiziune.

## Studii
- Absolventă a Facultății de Jurnalism, din cadrul Universității Hyperion (2010);
- Absolventă la Colegiul Tehnic “Mihai Viteazul” din Oradea (2007);
- Absolventă a Cursurilor de Contabilitate Generală din Timișoara (1992);
- Absolventă a 2 ani de Canto Popular, în anii 1989 și 1991 la Casa Tineretului din Timișoara cu Prof. Hojda Vasile;
- Absolventă la Școala Profesională Nr 11 din Timișoara (1987-1988 și 1988-1989) cu calificare în secțiunea Confecții Încălțăminte;
- Liceul Industrial Nr 5 din Timișoara (1985-1987).

## Discografie
- Atitudinea contează;
- Am și eu pe cineva;
- Măi bădiță fii deștept;
- Viața este ca un joc;
- Iubirea mea supremă;
- M-ai găsit și ai... noroc!;
- Prețul succesului;
- Colinde și cântece de petrecere;
- Sânge de român să ai;
- Văd numai oameni necăjiți;
- Of, of, sufletul meu (cu Nicolae Guță);
- Femeia e un înger (cu Nicolae Guță);
- Cupidon Bum-Bum! (cu Romică Țociu și Cornel Palade);
- Doi băieți și-o fată pentru țara toată (cu Romică Țociu și Cornel Palade);
- Fără egal (cu Irina Loghin);
- Carmen știe (cu Adrian Copilul Minune);
- Nu uita de cei săraci - Vol.8 (cu Adrian Copilul Minune);
- Vreau tânăr să rămân - Vol.7 (cu Adrian Copilul Minune și Irina Loghin);
- Vedetele anului 2000 - Vol.5 (cu Adrian Copilul Minune);
- Stele de Aur în România - Vol.4 (cu Adrian Copilul Minune);
- Te iubesc - Vol.3 (cu Adrian Copilul Minune);
- Prințul meu - Vol.2 (cu Adrian Copilul Minune);
- Prințesa mea - Vol.1 (cu Adrian Copilul Minune);
- Ai bani, ai fericire! (cu Petrică Nicoară)
- Nu mă uita;
- Jur că n-am să mai iubesc;
- TOP;
- Fericirea azi o cânt
- Iubirea mea ți-am dat-o.